# Charles Hatchett

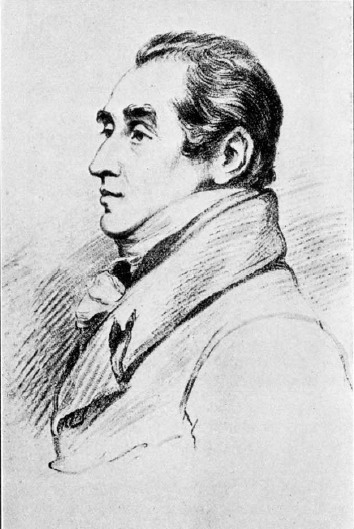
Charles Hatchett

Charles Hatchett (Londen, 2 januari 1765 – aldaar, 10 februari 1847) was een Brits scheikundige en de ontdekker van het element niobium. Hatchett gaf dit element de naam columbium (Cb). Het werd later herontdekt en kreeg toen zijn huidige naam niobium (Nb).

## Biografie
Hatchett, sinds 1797 Fellow of the Royal Society, ontdekte het element toen hij in 1801 een stuk mineraal uit het British Museum analyseerde. Hij vernoemde het element naar Christoffel Columbus, de 'ontdekker' van Amerika, omdat het brokstuk oorspronkelijk uit Noord-Amerika afkomstig was. De Duitse mineraloog Heinrich Rose herontdekte het element in 1844 en noemde het niobium, zich niet realiserend dat het om hetzelfde element ging – dat werd pas in 1866 door de Zwitserse scheikundige Jean Charles Galissard de Marignac aangetoond. In 1949 werd 'niobium' de officiële naam.
Hatchett, zoon van een succesvol koetsenmaker, trouwde op 24 maart 1786 met Elizabeth Collick in St. Martin-in-the-Fields. Hij overleed in Londen en werd begraven in St. Laurence's Church in Upton, Slough.
Het Institute of Materials, Minerals and Mining (IOM3) in Londen reikt sinds 1979 jaarlijks de Charles Hatchett Award uit voor gepubliceerd wetenschappelijk onderzoek op het gebied van nobium. De prijs is een initiatief van 's werelds grootste niobiumproducent, het Braziliaanse bedrijf Companhia Brasileira de Metalurgia e Mineração (CBMM).